# IC 3495
IC 3495 је појединачна звијезда у сазвјежђу Береникина коса која се налази на листи објеката дубоког неба у Индекс каталогу.
Деклинација објекта је + 26° 48' 32" а ректасцензија 12h 33m 16,5s.